# 1735 en science
| Années de la science : 1732 - 1733 - 1734 - 1735 - 1736 - 1737 - 1738    |
| Décennies de la science : 1700 - 1710 - 1720 - 1730 - 1740 - 1750 - 1760 |

Cet article présente les faits marquants de l'année 1735 en science.

## Événements
- 16 mai : départ de La Rochelle d'une expédition de La Condamine, Pierre Bouguer et Louis Godin au Pérou, encouragée par Maurepas, destinée à vérifier, par la mensuration de quelques degrés du méridien, l’hypothèse de Newton relative à l’aplatissement de terre aux pôles et à son renflement vers l’équateur[1],[2].
- 25 novembre : fonte de Tsar Kolokol, la plus grande cloche du monde pour le palais du Kremlin à Moscou[3].
- 6 décembre : première appendicectomie réussie à Londres par Claudius Amyand sur un patient de onze ans[4].

- L’ébéniste et horloger britannique John Harrison fabrique son premier chronomètre de marine qui permet de déterminer la longitude à bord d'un bateau. Il perfectionne son invention jusqu'en 1759[5].
- Le mathématicien suisse Leonhard Euler résout le problème de Bâle, posé pour la première fois par Pietro Mengoli en 1644[6] et démontre qu'il n'y a pas de solution au problème des sept ponts de Königsberg, démonstration à l'origine de la théorie des graphes (graphe eulérien)[7].
- Le chimiste suédois Georg Brandt découvre le cobalt[8].

## Publications

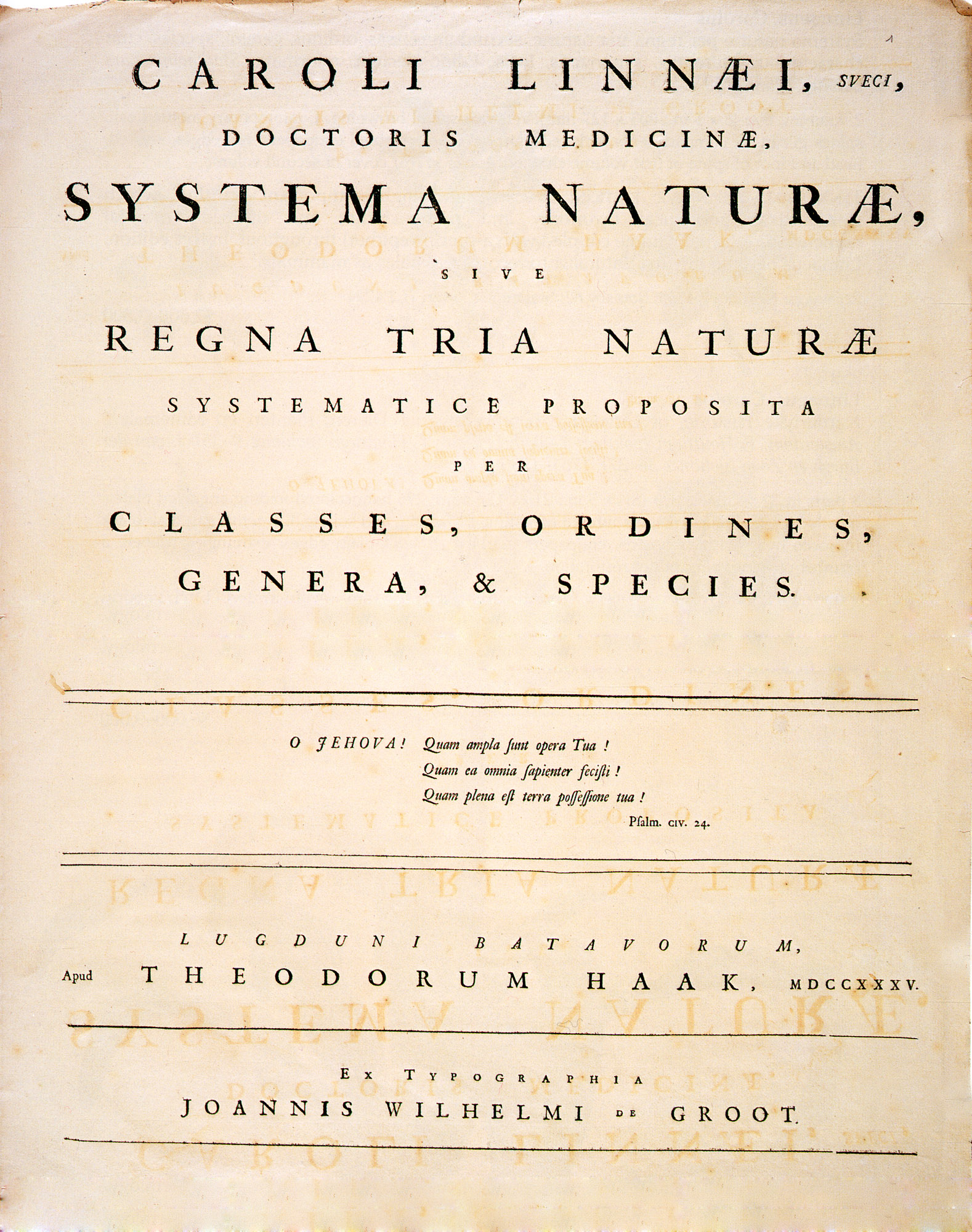
Couverture de la première édition de Systema Naturae (1735)

- Carl von Linné: Systema Naturae (cinq parutions de 1735 à 1766) de, qui propose sa classification des trois grands règnes de la nature (minéral, végétal, animal).

## Naissances

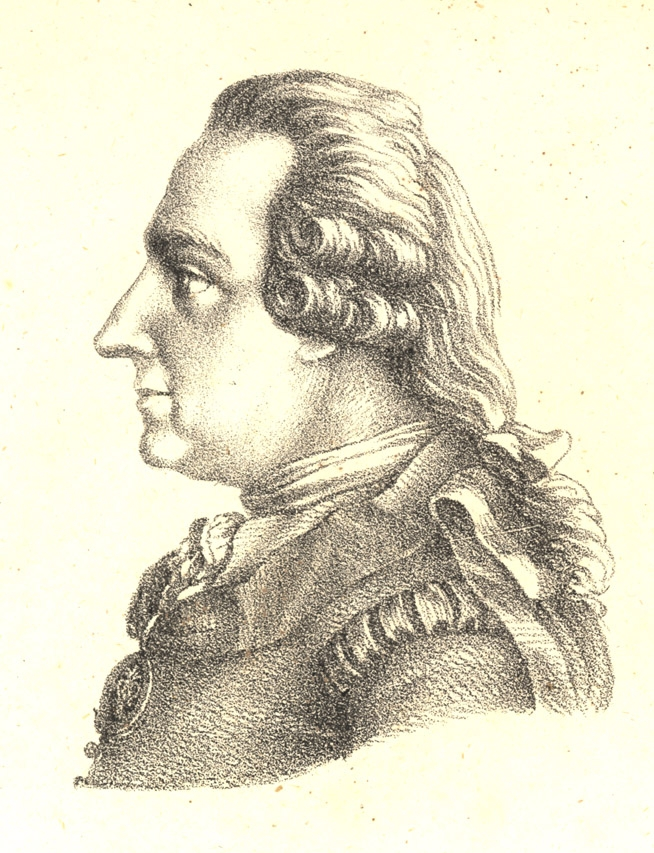
Torbern Olof Bergman

- 28 février : Alexandre-Théophile Vandermonde (mort en 1796), mathématicien français.
- 20 mars : Torbern Olof Bergman (mort en 1784), chimiste suédois.
- 22 mai : Carlo Barletti (mort en 1800), physicien italien.
- 8 juillet : Domenico Agostino Vandelli (mort en 1816), naturaliste italien.
- 28 août : Pierre-Jacques Willermoz (mort en 1799), médecin et chimiste français.
- 13 septembre : Jean-Paul-Louis Collas (mort en 1781), mathématicien, astronome et missionnaire français.
- 20 septembre : James Keir (mort en 1820), chimiste, géologue, industriel et inventeur écossais.
- 23 septembre : Clas Bjerkander (en) (mort en 1795), naturaliste suédois.
- 22 novembre : Pierre-Antoine Mougin (mort en 1816), astronome français.
- 4 décembre : Josephus Nicolaus Laurenti (mort en 1805), médecin et naturaliste autrichien.
- 7 décembre : Gregorio Fontana (mort en 1803), mathématicien italien.
- 26 décembre : baptême de Charles Green (mort en 1771), astronome anglais.
- Date précise inconnue :
  - Antonio de León y Gama (mort en 1802), érudit et scientifique mexicain.

## Décès

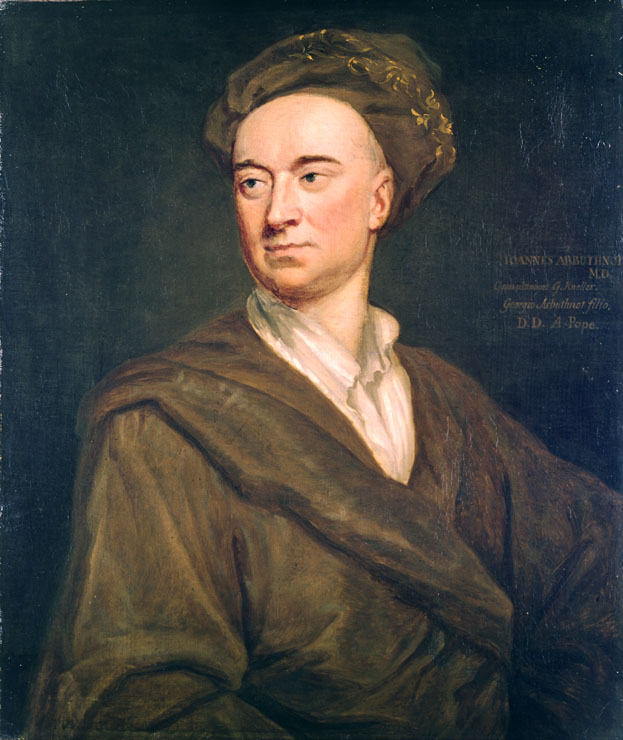
John Arbuthnot, par Godfrey Kneller, 1723

- 27 février : John Arbuthnot (né en 1667), médecin, mathématicien et écrivain écossais.
- 5 avril : William Derham (né en 1657), homme d’église et un philosophe naturaliste britannique.
- 27 septembre : Peter Artedi (né en 1705), naturaliste suédois.